# Behrn Arena (Eishockey)
Die Behrn Arena ist eine Eissporthalle in der schwedischen Stadt Örebro, Provinz Örebro län. Die Halle ist Austragungsort der Heimspiele des Eishockeyclubs Örebro HK aus der höchsten schwedischen Spielklasse, der Svenska Hockeyligan. Der Namensgeber ist die lokale Immobilienfirma Behrn fastigheter, die im September 2008 Namenssponsor für einen jährlichen Betrag von einer Mio. SEK für mindestens 15 Jahre sicherte.

## Geschichte
Mit 6.540 Zuschauern wurde 1966 der Rekord für ein Eishockeyspiel in der Behrn Arena aufgestellt. Ein Jahr später traten The Rolling Stones für zwei Konzerte in der Halle auf. Bis 2010 hatte die Halle eine Kapazität von 4.400 Zuschauern (davon 1.700 Sitzplätze), nach dem Umbau in den Jahren 2011 und 2012 konnten bis zu 5.200 Zuschauer die Heimspiele des Örebro HK besuchen. Die Eishalle war am 26. März 2013 bei einem Spiel in der Kvalserien gegen Södertälje SK erstmals ausverkauft. Vor der Saison 2015/16 wurde die Arena um 300 Sitzplätze aufgestockt und fasst heute 5.500 Zuschauer. Für die Besucher bieten sich zehn Verkaufsstände u. a. mit Wurst, Kaffee und Süßigkeiten. Des Weiteren gibt es Restaurants und Bars. Es stehen 53 Toiletten zur Verfügung. Die Behrn Arena bietet 17 rollstuhlgerechte Plätze.

## Galerie

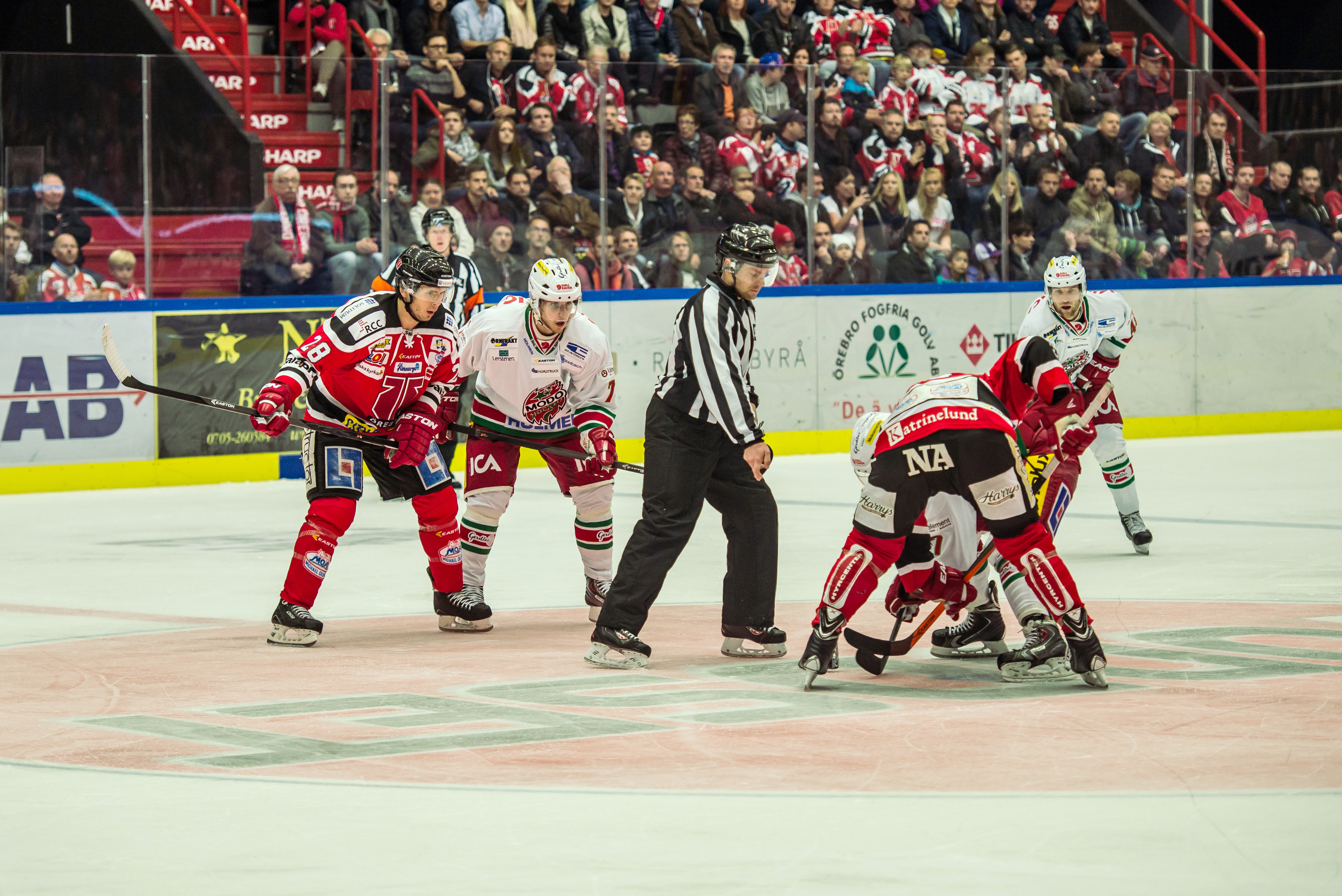
Bully in der Behrn Arena (2013)